# Konrad Sabrautzky
Konrad Sabrautzky (* 15. Oktober 1948 in Walsrode) ist ein deutscher Regisseur und Drehbuchautor.

## Leben
Sabrautzky wuchs im niedersächsischen Walsrode auf, wo er 1968 auch sein Abitur abschloss. Von 1970 bis 1974 studierte er an der Filmhochschule München und ist seitdem als Regisseur und Drehbuchautor tätig. Er führte u. a. Regie bei Fernsehkrimiserien wie Tatort (Bienzle und der Tag der Rache) oder Der letzte Zeuge sowie bei den ersten Folgen der ZDF-Reihe Ein starkes Team.
Er lebt in Berlin.

## Filmografie (Auswahl)
- 1978: Die Straße (Fernsehserie, als Drehbuchautor)
- 1978: Tatort: Schlußverkauf (Fernsehreihe, als Drehbuchautor)
- 1979: Wunder einer Nacht (Fernsehfilm)
- 1985: Der Hochzeitstag (Fernsehfilm)
- 1988: Tatort: Programmiert auf Mord (Fernsehreihe)
- 1990: Der neue Mann (Fernsehfilm)
- 1993: Nicht nur der Liebe wegen (Fernsehfilm)
- 1994: Ein starkes Team: Gemischtes Doppel (Fernsehreihe)
- 1995: Ein starkes Team: Erbarmungslos (Fernsehreihe)
- 1995: Verrückt nach dir (Fernsehfilm)[1]
- 1995: Zu treuen Händen (Fernsehfilm)
- 1996: Ein starkes Team: Eins zu eins (Fernsehreihe)
- 2000: Ein starkes Team: Tödliche Rache (Fernsehreihe)
- 2000: Ein starkes Team: Bankraub (Fernsehreihe)
- 2002: Tatort: Bienzle und der Tag der Rache (Fernsehreihe)